# 강태훈 (정치인)
강태훈(1940년 2월 7일 ~ )은 대한민국의 정치인이다. 제34·35대 남제주군수를 역임했다.

## 역대 선거 결과
|  | 61.14% |

|  | 49.88% |